# Ние, мечетата
„Ние, мечетата“ (на английски: We Baby Bears) е анимационен сериал, който е разработен от Мани Ернандез за Cartoon Network. Той е спин-оф прелюдия на анимационния сериал „Ние, мечоците“, който се излъчва премиерно на 1 януари 2022 г. На 31 януари 2022 г. сериалът е подновен за втори сезон.

## В България
В България сериалът е излъчен на 25 април 2022 г. по Cartoon Network. Също така е достъпен и в стрийминг платформата HBO Max.

### Нахсинхронен дублаж
| Роля      | Изпълнител       |
| --------- | ---------------- |
| Гриз      | Петър Каменов    |
| Панда     | Теодора Тренкова |
| Белият    | Симеон Кирилов   |
| Разказвач | Симеон Дамянов   |

| Обработка           | студио Про Филмс |
| ------------------- | ---------------- |
| Режисьор на дублажа | Ангелина Русева  |
| Преводач            | Дара Цветкова    |